# РПГ-7
РПГ-7 е широко разпространен съветски ръчен противотанков гранатомет принадлежащ към семейството на динамо-реактивните системи. Той заменя РПГ-2 и РПГ-3 в началото на 60-те години и производството му продължава до днес в различни варианти. Означението му по ГРАУ е 6Г3. Използва се от над 90 страни по света, десетки военни и терористични групировки, и се произвежда по лиценз в 9 страни. Без лиценз се произвежда от много други държави.

## Описание
РПГ-7 се състои от проста стоманена тръба с диаметър 40 мм, дължина от около 950 мм и тегло 6,3 кг. Задната част на оръжието е облицована с дърво, за да предпази рамото на оператора от топлината при стрелба, а в задния край на тръбата има реактивно сопло, което извежда изгорелите газове и намалява отката. Прицелването става с помощта на механичен или оптичен мерник. Гранатата се вкарва в предната част на оръжието, но по-голямата ѝ част (надкалибрената) остава извън него. Диаметърът и е до 85 мм, а теглото ѝ е между 2,5 и 4 кг. Началната ѝ скорост е 115-120 м/сек и достига до 295 м/сек в края на активния участък на маршовия двигател. Максималната далекобойност на боеприпасите е 1100 м, но самоликвидатор предизвиква взривяване след около 550 м. Точната стрелба е възможна на разстояние до 300-350 м. Някои модели са снабдени с двунога за по-голяма стабилност при стрелба от укрепени позиции. Боеприпасите на РПГ-7 се състоят от три части – двигател, отсек с боен заряд (бойна глава) и стартов заряд с интегрирано оперение. Стартовият заряд служи за изстрелването на гранатата от самото оръжие. Малко след това се включва твърдогоривен маршов ракетен двигател, а по време на полета се разгъват и малки стабилизатори с наклон от 3 градуса придавайки и централна ротация и оттук жироскопична устойчивост в полета. Гранатата е снаредена с боен заряд от А-IX-1(модифициран хексоген), който се детонира от пиезовзривател от контактен тип. Съществуват модели гранати ТБГ-7В Танин снаредени със смес от алуминиева пудра, изопропил нитрат и пропилен оксид. При детонацията се създава така-нареченият термобаричен ефект, който има многократно по-дълги фази на разширение и свиване на газовете. По този начин се постига фугасен ефект съпоставим със 122 мм ОФ гаубичен снаряд (от тук идва и нарицателното „джобна артилерия“). Двигателят има една цилиндрична балиститна шашка от канален тип, марка РНДСИ-5К. Сопловият блок е изпълнен револверно от 6 сопла около корпуса на двигателя.
Заради простата си конструкция, ефективността и ниската си цена, РПГ-7 е най-разпространеното оръжие от тази серия.

## Муниции
| Название       | Тип бойна глава           | Тегло  | Калибър   | Пробиваемост                          | Смъртоносен радиус                                                       |
| -------------- | ------------------------- | ------ | --------- | ------------------------------------- | ------------------------------------------------------------------------ |
| ПГ-7В          | кумулативна               | 2,6 кг | 85 мм     | 330 мм ЛХБ                            |                                                                          |
| ПГ-7ВЛ ЛУЧ     | кумулативна               | 2,6 кг | 93 мм     | 500 мм ЛХБ                            |                                                                          |
| ПГ-7ВР РЕЗЮМЕ  | тандемна                  | 4,5 кг | 65/105 мм | 600-700 мм ЛХБ (след реактивна броня) |                                                                          |
| ОГ-7В КАРАНДАШ | осколъчно-фугасна         | 2 кг   | 40 мм     |                                       | 150 м (вкл. войници с бронежилетки и каски); ефективен радиус – до 700 м |
| ТБГ-7В ТАНИН   | едностепенна термобарична | 4,5 кг | 105 мм    |                                       | 10 м ефективен радиус – до 200 м                                         |

## Варианти
Много държави по света са разработили свой вариант на РПГ-7 със собствени боеприпаси, а производството им се извършва не само в държавни и частни фабрики, но и нелегално във всевъзможни работилници, обслужващи партизански движения, терористични или военни организации. Най-разнообразни модели произвеждат Русия, Китай, Палестина и други. Китайското копие Тип 69 е по-леко от руския модел, но има приблизително същата далекобойност. Палестинският Ясин е значително опростен вариант с малък обсег и подобрена бронепробиваща способност, пригоден за градски условия. Ал-Бана Ал-Батар са производни на РПГ-7 противотанкови ракетни оръжия, задействани с кабел (подобно на ПТУР), но много по-неточни. България също произвежда РПГ-7 по лиценз, както и разнообразни производни разработки. Такива са 40-мм безоткатно оръдие ATGL-L и 73-мм безоткатно оръдие ATGL-H.

## На въоръжение

### Държави
| - Азербайджан - Албания - Алжир - Ангола - Армения - Афганистан - Беларус - Бенин - Буркина Фасо - Бурунди - България - Виетнам - Гамбия - Гана - Гвинея - Гвинея-Бисау - Екваториална Гвинея - Грузия - Египет - Екваториална Гвинея | - Еритрея - Естония - Етиопия - Замбия - Зимбабве - Израел - Индонезия - Ирак - Иран - Йемен - Йордания - Кабо Верде - Казахстан - Камбоджа - Кипър - Киргизстан - Китай - Република Конго - ДР Конго - КНДР | - Косово - Кот д'Ивоар - Куба - Латвия - Либерия - Либия - Ливан - Литва - Мавритания - Мадагаскар - Северна Македония - Малдивски острови - Мали - Малта - Мароко - Мексико - Мианмар - Мозамбик - Молдова - Монголия | - Намибия - Непал - Нигер - Никарагуа - Пакистан - Перу - Полша - Приднестровие - Руанда - Русия - Румъния - Сейшелски острови - Сирия - Сиера Леоне - Словакия - Словения - Сомалия - Сомалиленд - Судан | - Сърбия - Таджикистан - Тайланд - Танзания - Того - Туркменистан - Турция - Уганда - Узбекистан - Украйна - Унгария - Финландия - Хърватия - Чад - Чехия - Черна Гора - Чили - Шри Ланка - Република Южна Африка |

### Партизански, терористични и военни групировки
- Хамас
- Фатах
- Танзим
- Ал-Кайда
- Талибани
- ИРА
- Доброволчески въоръжени сили на Ълстър
- Патриотичен фронт Мануел Родригес
- Непалски маоисти
- Пешмерга
- Хизбула
- Южнотайландски муджахидини
- Тамилски тигри
- поддръжници на партия БААС
- Ал-Шабааб
- Чеченски сепаратисти
- Пиратски организации

и други

## Употреба
- Виетнамска война
- Съветска война в Афганистан
- Камбоджанска гражданска война
- Ирано-иракска война
- Югославски войни
- Либийско-чадска война
- Израелско-арабски войни
- Война в Нагорни Карабах
- Войната в Залива
- Война в Ирак (2003)
- Война в Сомалия (2006)